# Réunification de l'Irlande
Cet article concerne l'idée d'une unification politique de l'île d'Irlande. Pour la désignation de l'île dans sa totalité en sport et en religion, voir Irlande unifiée.

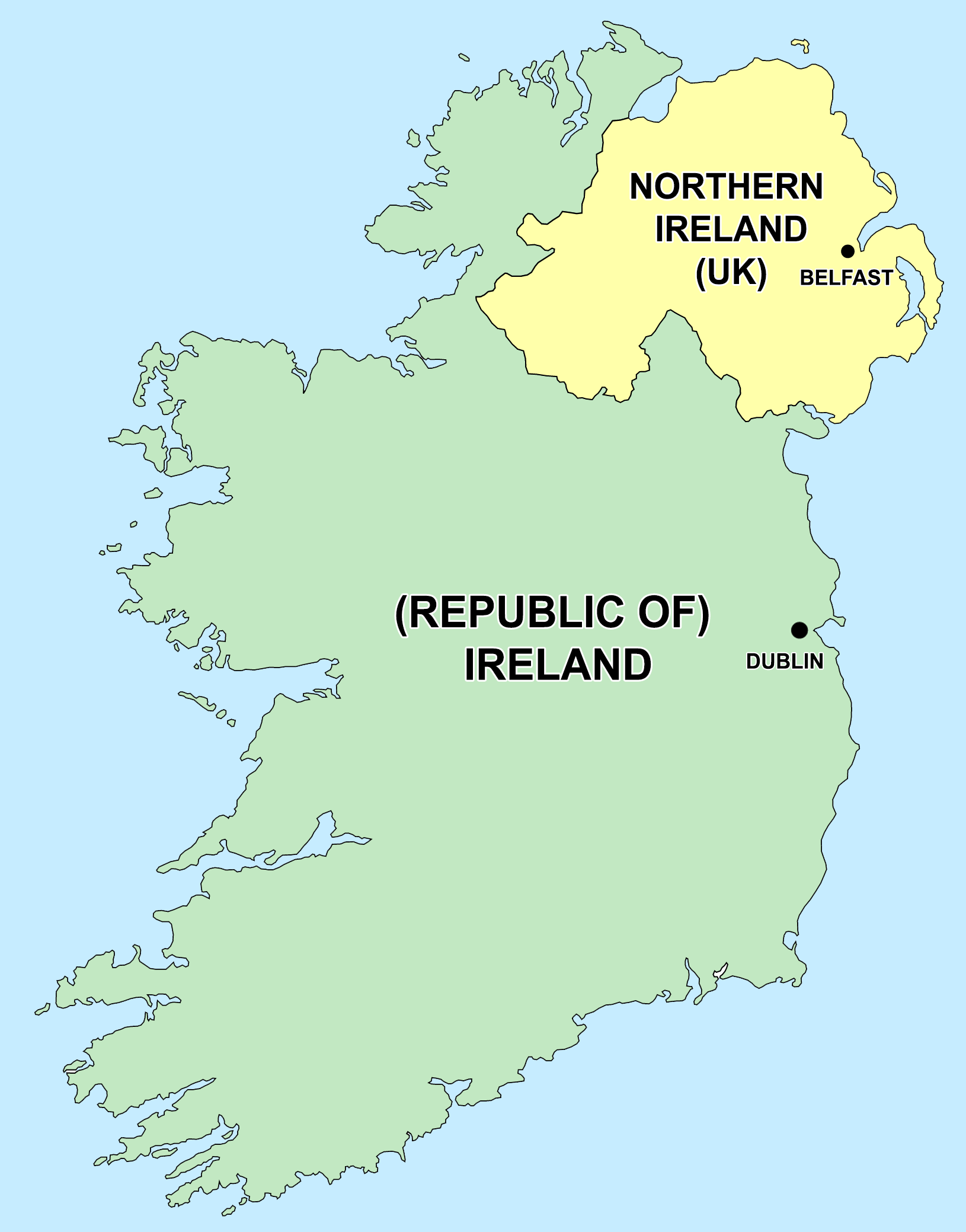
L’ile d'Irlande, distinction des deux Irlandes.

La réunification de l'Irlande est un projet soutenu par une partie des habitants de l'ile d'Irlande et visant à mettre fin à la division de l'ile entre Irlande indépendante et Irlande du Nord sous souveraineté britannique.

## Division politique

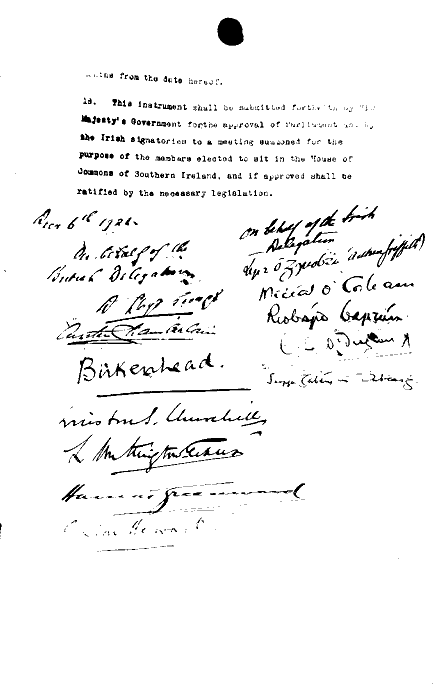
Page de signatures du traité anglo-irlandais de 1921.

L’ile irlandaise est politiquement divisée en deux États depuis la signature du traité anglo-irlandais signé le 6 décembre 1921 qui reconnait simultanément l’existence du nouvel État libre d'Irlande mais aussi la capacité de l’Irlande du Nord de décider de s’unir ou de ne pas s’unir à cet État. Le parlement nord-irlandais ne s’engage pas dans cette possibilité, et a souhaité se maintenir dans le Royaume-Uni, devenant ainsi une nation constitutive du Royaume-Uni. La pleine souveraineté de l'État libre d’Irlande est reconnue de manière informelle par la déclaration Balfour de 1926, puis formalisée par le statut de Westminster de 1931. En 1937, l’État libre d’Irlande prend pour nom simplement « Irlande », et en 1949 il achève de se constituer en l’actuelle république d'Irlande et quitte le Commonwealth des nations.

## Fractures idéologiques
La constitution d’un État indépendant du Royaume-Uni sur l’intégralité du territoire de l’ile est l’aspiration historique des républicains et nationalistes irlandais. À l’opposé, les unionistes et loyalistes s’opposent à cette idée, et appuient l’appartenance de l’Irlande du Nord au Royaume-Uni. En 2009, une enquête a reflété que 21 % des citoyens nord-irlandais appuient une Irlande unie. En république d’Irlande, ce pourcentage monte jusqu’à 80 % des sondés. Le Sinn Féin est un parti favorable à la réunification. En Grande-Bretagne, les enquêtes montrent un appui proche de 40 % pour cette idée.
L’idée d’une Irlande unie a été envisagée selon différents modèles de réunification : le fédéralisme ou le conféderalisme, en passant par l’État unitaire. L’article 15.2 de la Constitution de l'Irlande, promulguée en 1937, prévoit la possibilité de dévolution à l’État irlandais. En 1999, les articles 2 et 3 de la Constitution ont été amendés pour abandonner la revendication territoriale sur le Nord, en complément du pacte de l’accord du Vendredi saint.

## Histoire récente

### 1921-1973, la partition
La délimitation des frontières de l’Irlande en 1921 venait de facteurs démographiques, économiques, religieux et politiques. En termes démographiques les six comtés constituant l’Irlande du Nord contiennent une majorité pro-britannique et protestante, ce qui favorise l’union avec la Grande-Bretagne. Les 26 comtés de la République sont majoritairement peuplés de catholiques. En termes politiques, le gouvernement britannique s’est montré réticent dans les années 1920 à retirer sa juridiction à la totalité de l’ile pour des raisons stratégiques ; sa politique depuis 1921 a été — au moins formellement — par rapport à un accord favorable à l’unité irlandaise à chaque fois que le Nord était volontairement consentant. En 1940, le Royaume-Uni offrit l’union du Nord avec l’État libre d’Irlande en échange de l’abandon irlandais de la neutralité dans la Seconde Guerre mondiale et son entrée subséquente en guerre contre l’Axe, proposition qui fut rapidement refusée.
Les gouvernements de l’Irlande indépendante, en particulier ceux de Éamon de Valera, ont poursuivi la réunification politique de l’Irlande unie durant tout le XXe siècle.
La perspective d’une Irlande unie a acquis une particulière importance avec le conflit nord-irlandais, qui se développa depuis les années 1960 jusqu’à la fin du siècle. Durant cette période, le gouvernement britannique dynamite les routes transfrontalières non officielles et installe des tours de surveillance. Avec l'Accord du Vendredi saint en 1998, les principaux partis politiques en Grande-Bretagne et dans les deux Irlandes acceptent le principe que la réunification ne peut être atteinte qu’avec le consentement de la majorité de la population d’Irlande du Nord. Les principaux partis politiques du sud se montrent favorables, tout comme le SDLP et le Sinn Féin (ainsi que les groupes paramilitaires républicains) d’Irlande du Nord. Les partis unionistes pro-britanniques et les groupes paramilitaires unionistes pro-britanniques demeurent opposés à l’unification de l’Irlande, mais acceptent l'Accord du Vendredi saint.

### 1973-2019, l’Union européenne
Le 1er janvier 1973, la procédure d’adhésion de l'Irlande à la Communauté économique européenne est le processus politique qui a permis à l’Irlande de rejoindre la CEE (devenue l’Union européenne en 1993) . La Communauté économique européenne s’est ainsi élargie à 9 États (l’Irlande étant entré en même temps que le Danemark et le Royaume-Uni). L’instauration du marché commun et le rapprochement des politiques économiques des États européens sont perçus avec intérêt dans le contexte de Guerre froide plus à l’est.
En 1992, le traité de Maastricht accorde la qualité de citoyenneté de l'Union européenne subordonnée à la notion de nationalité (comme la nationalité britannique ou irlandaise), qui relève de la seule compétence des États. Ainsi, d’après l’article 9 du traité sur l'Union européenne et l’article 20 du traité sur le fonctionnement de l'Union européenne:

« Est citoyen de l’Union toute personne ayant la nationalité d’un État membre. »

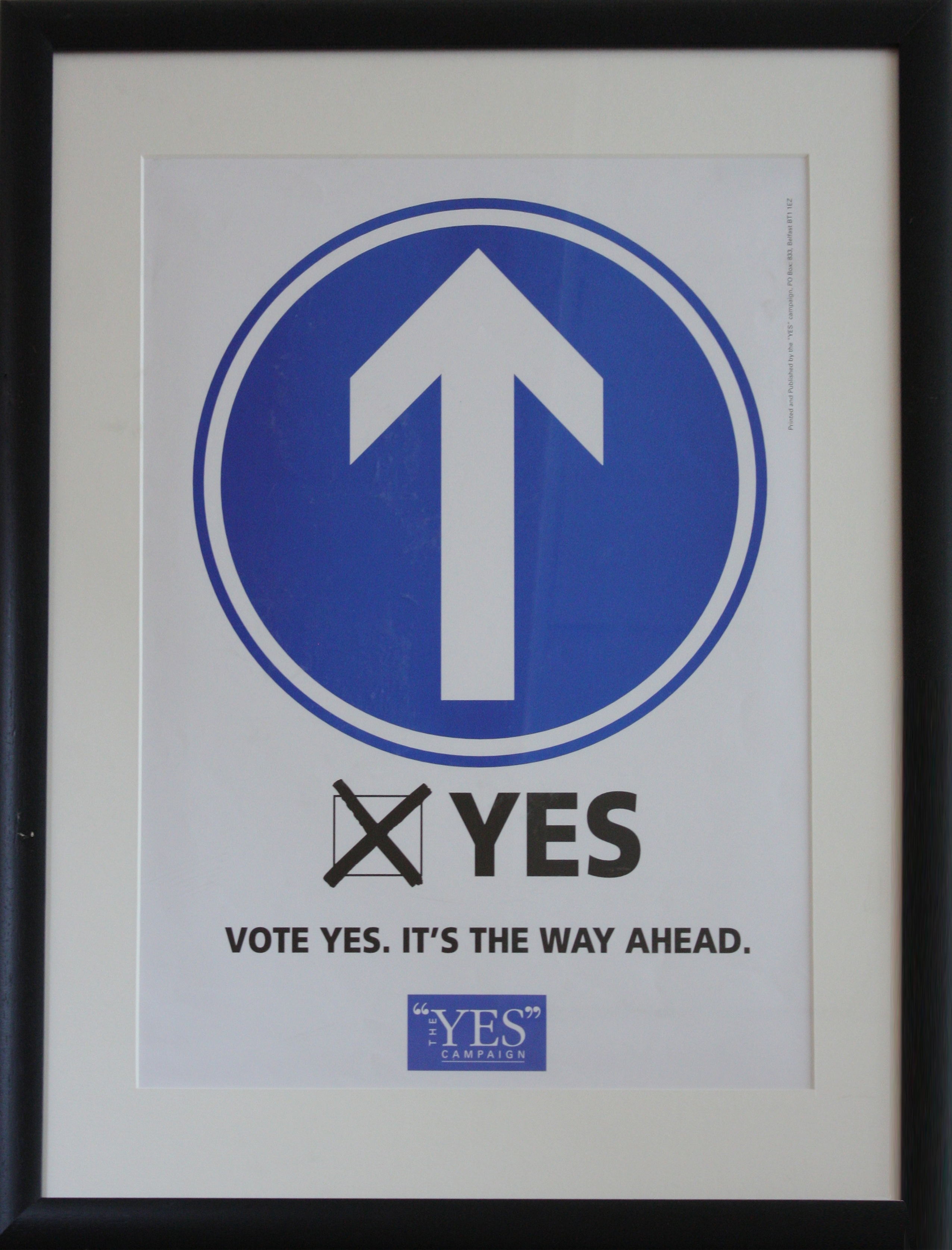
Affiche en faveur du « oui » (« votez oui, c’est la voie à suivre ») à l’accord du Vendredi saint lors du référendum qui eut lieu simultanément en Irlande du Nord et en république d’Irlande.

Le 10 avril 1998 est signé l’accord du Vendredi saint par les principales forces politiques d’Irlande du Nord acceptant une solution politique pour mettre fin aux trente années (de 1969 à 1998) de troubles sanglants qui firent 3 480 morts.
Le gouvernement britannique est engagé en vertu du Northern Ireland Act de 1998, à respecter les désirs de la majorité de la population d’Irlande du Nord dans un sens ou l'autre.

### 2020: le Brexit
Selon Matt Carthy, député européen du Sinn Féin — parti affilié au niveau européen au groupe de la Gauche unitaire européenne/Gauche verte nordique —, le Brexit a tout changé.
Dans le cadre de sa politique de Brexit, le Royaume-Uni a émis un livre blanc dans lequel le gouvernement du Royaume-Uni réitère son engagement dans l’accord de Belfast. Sur le statut de l’Irlande du Nord, la position initiale du gouvernement britannique indique sa préférence pour garder la position constitutionnelle de l’Irlande du Nord dans le giron britannique, mais avec des liens forts avec l’Irlande.
Toutefois, cette position devra s’accommoder d’autres réalités, l’Irlande étant, en tant que membre de l’Union européenne, partie prenante dans l’Union douanière.
Par ailleurs, le Brexit a créé des perturbations lors des dernières élections de l’assemblée nord-irlandaise.
L’Union européenne ne prend pas position sur la question de l’Irlande unie, qui appartient à l’Irlande et à l’Irlande du Nord selon l’accord dit du Vendredi saint.
Par contre — à la demande de la république d’Irlande — le texte de négociation du Brexit adopté par les 27 pays membres de l’Union européenne lors d’un sommet d’avril 2017 précise qu’en cas de réunification de l’ile d’Irlande dans le cadre de l’accord de paix pour l’Irlande du Nord du 10 avril 1998 — dit accord du Vendredi Saint — l’Irlande unie (comprenant d’une part la république d’Irlande, et d’autre part l’Irlande du Nord) serait alors membre de l’UE. Cela signifie que si à l’avenir l’Irlande du Nord rejoint une Irlande réunifiée, elle fera immédiatement partie de l’Union européenne, tout comme l’Allemagne de l’Est par le passé.
De ce fait, le Sinn Féin souhaite qu’un référendum se tienne dans les cinq années à venir, selon Gerry Adams. Toutefois, en septembre 2017, 63 % des Irlandais du nord sont opposés à une union avec le sud selon un sondage insulaire, mais en même temps, les catholiques (45 % de la population locale) sont en train de devenir majoritaires par rapport aux protestants (48 % de la population locale).
Un référendum n’est pas prévu immédiatement, une telle décision n’étant attendue que si à la suite de l’accord entre l’UE et le Royaume-Uni sur le Brexit les Irlandais du Nord voient leur intérêt économique dans la participation à l’UE.
D’après Nigel Dodds l’accord entre les tories et le DUP est fondé sur la promesse de l’absence de statut spécial post-Brexit pour l’Irlande du Nord, motivé par un risque d’Irlande unie.
Mark Daly, le Fianna Fáil Senator, considère qu’un référendum sur l’Irlande est inévitable mais selon lui les 17 recommandations montrent clairement qu’un travail doit être effectué avant le référendum, pour que la décision du référendum soit suffisamment éclairée, contrairement au référendum sur l'appartenance du Royaume-Uni à l'Union européenne. Il a noté ses considérations dans un rapport intitulé Brexit and the Future of Ireland: Uniting Ireland and its People in Peace and Prosperity et publié par le Joint Oireachtas Committee on the Implementation of the Good Friday Agreement,.
Ce rapport est long de 1 200 pages.
Ce rapport s’organise en sept sections :
- 1 : le Brexit et ses impacts pour l'Irlande ;
- 2 et 3 : la précédence de la réunification allemande pour l'Irlande & modèle économique de l'unification ;
- 4 : le Brexit et le futur de l'Irlande ;
- 5 : l'accord du Vendredi saint ;
- 6 : le référendum tel que prévu par l'accord du Vendredi saint ;
- 7 : les changements constitutionnels et légaux avant et après le référendum.

Pour lui, la république d’Irlande doit pousser l’Union européenne à obtenir un statut spécial pour l’Irlande du Nord afin d'éviter l’existence de nouveaux contrôles aux frontières.
Pour Michelle O’Neill : « La seule solution au chaos du Brexit, c’est l’unification. La question n’est plus de savoir si, mais quand se tiendra le référendum sur la réunification. Le Premier ministre irlandais Leo Varadkar ne peut plus ignorer cette réalité. J’appelle son gouvernement à réunir un forum pour mettre en place ces discussions. »